# Mănăstioara, Vrancea
Mănăstioara este un sat în comuna Fitionești din județul Vrancea, Moldova, România.

## Personalități marcante
- Gherontie Nicolau (1867-1948), cleric ortodox român

 Acest articol despre o localitate din județul Vrancea este deocamdată un ciot. Puteți ajuta Wikipedia prin completarea lui.